# カーブル川

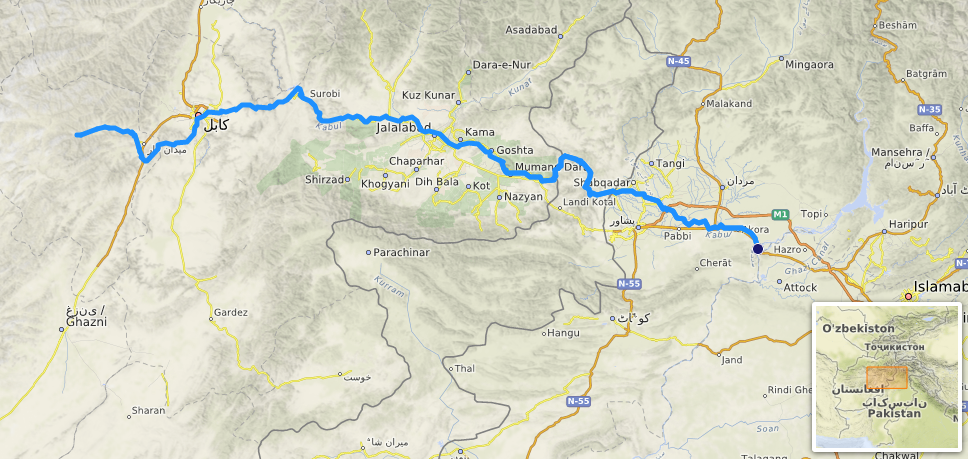
カーブル川の流れ（パキスタン）

カーブル川（ペルシア語: دریای کابل）、古くはCophen）は、アフガニスタンのヴァルダク州でヒンドゥークシュ山脈にあるサングラク山塊（Sanglakh Range）を源流として始めは北へ後に東へ向きを変えパキスタンに流れる、長さ700キロメートル（430マイル）の川である。
流域の主要都市はアフガニスタンの首都カーブル、ジャラーラーバード、パキスタン国内ではペシャーワル、インダス川との合流地点に近いアトックなど。総じてアフガニスタン東部とパキスタンのカイバル・パクトゥンクワ州の主要な川になっている。
アフガニスタン国内には幾つかの水力発電所が設置されており、カーブルなどに送電している。
古代からインドと中央アジアを結ぶ交易路として利用された。

## 参照項目
- アフガニスタンの川一覧 (List of rivers of Afghanistan)
- パキスタンの川一覧 (List of rivers of Pakistan)